# Birkhoff-Theorem
Das Birkhoff-Theorem (benannt nach George David Birkhoff 1923, wobei bereits 1921 von Jørg Tofte Jebsen eine Herleitung in einem norwegischen Physikjournal veröffentlicht wurde) besagt:

„Das externe Gravitationsfeld einer sphärisch symmetrischen Massenverteilung ist gleich dem Feld einer punktförmigen Ansammlung der gesamten Masse im Mittelpunkt.“

Das Birkhoff-Theorem stellt die Verallgemeinerung des nicht-relativistischen Newtonschen Schalentheorems für die allgemeine Relativitätstheorie dar.
Die exakte Formulierung des Birkhoff-Theorems im Rahmen der allgemeinen Relativitätstheorie lautet:

„Eine sphärisch symmetrische Vakuumlösung der einsteinschen Feldgleichungen außerhalb einer sphärisch symmetrischen Massenverteilung muss statisch sein und diese Lösung muss die Schwarzschild-Lösung sein.“

Eine unmittelbare Konsequenz des Birkhoff-Theorems ist, dass eine sphärisch symmetrische Massenverteilung, die sphärisch symmetrische Schwingungen ausführt, im Außenbereich trotzdem wie eine konstante Punktmasse wirkt. Die Schwingungen haben keine Auswirkungen auf die Raumzeit und können insbesondere keine Gravitationswellen aussenden.
Dem Birkhoff-Theorem entspricht in der Elektrodynamik der Sachverhalt, dass das elektrische Feld außerhalb einer sphärisch-symmetrischen Ladungsverteilung identisch mit dem Feld einer äquivalenten Punktladung im Mittelpunkt der Ladungsverteilung ist. Demzufolge ist das Feld immer statisch, auch wenn die
Ladungsverteilung (sphärisch symmetrische) Schwingungen ausführt. Eine elektromagnetische Welle wird nicht emittiert.